# 2022年古巴家庭法公投
2022年古巴家庭法公投（西班牙語：Referéndum de Cuba de 2022）于9月25日举行，以决定新版《家庭法》能否通过。新版家庭法将替代颁布于1975年的现行家庭法，其重大改动包括国家承认同性婚姻与将LGBT收养合法化，以及将无偿代孕行为合法化。有关同性婚姻与收养的条款原计划写入2019年古巴宪法，但由于古巴政府担心保守民众和福音派教会对同性婚姻的反对会影响宪法公投的支持率而删去。
颁布新家庭法的法源依据来自2019年古巴宪法在婚姻家庭方面的一项特别规定，即全国人民政权代表大会必须在宪法通过两年内就婚姻定义问题再次向民众展开咨询工作，通过全民公投决定其定义。2021年3月22日，古巴国务委员会批准组织家庭法编制委员会，同年9月15日公布新家庭法草案。2022年2月至4月，草案交付全民咨询，再次进行修改；同年7月22日，全国人民政权代表大会批准于9月25日举行公民投票，以确认新家庭法能否通过。古巴政府、各社会与LGBT团体广泛宣传民众支持法案，但民间存在以基督教会为主的势力反对法案中涉及同性恋者权益的内容。公投最终以66.85%的支持率获得通过，其结果于9月26日得到古巴共产党中央委员会第一书记、古巴国家主席米格尔·迪亚斯-卡内尔与古巴全国人大主席埃斯特万·拉索·埃尔南德斯签字确认，宣告《家庭法》正式生效。

## 背景

### 古巴革命后LGBT权益的发展

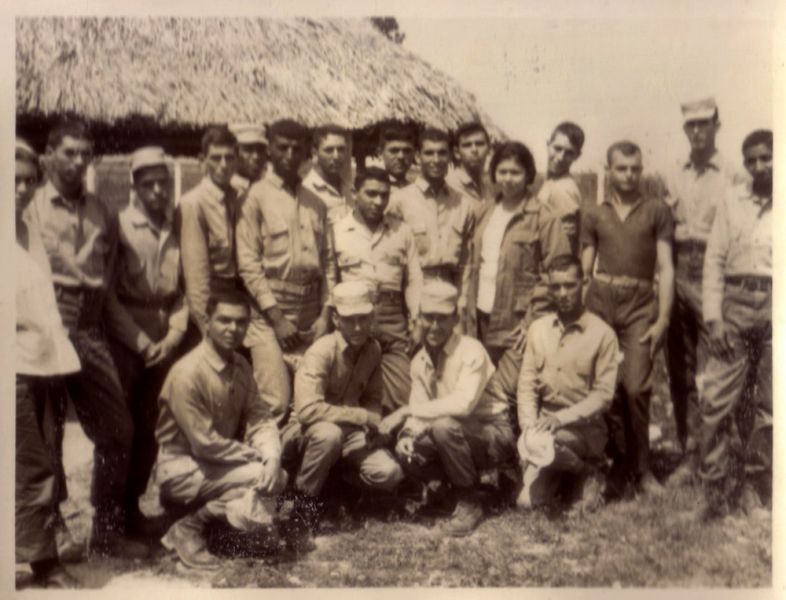
1967年被关押在劳教所中的古巴同性恋人士与异议人士

目前，同性性行为在古巴合法，跨性别者可以免费进行性别肯定手术、公开在军队中服役，宪法禁止性取向和性别认同相关的歧视，古巴政府与民间团体也定期举行骄傲游行，但民间仍有一定的恐同氛围与大男子主义思想。
1959年的古巴革命推翻了巴蒂斯塔独裁统治，建立了古巴革命政府，但革命本身并未触及同性恋者权益议题，且之后古巴的LGBT权益曾长期处于低位，如菲德尔·卡斯特罗在1965年称，同性恋者不具备“一个真正的革命者、一个真正的共产主义激进分子所必需的特质 ”，而1965年至1968年中，同性恋者与良心拒服兵役者一同被关入劳教所。尽管劳教所最终在菲德尔·卡斯特罗与共青团员秘密探访其中状况后被关闭，但1971年菲德尔·卡斯特罗出席的第一次全国教育和文化大会重申了对同性恋的批判，强调“必须坚决抵制所有具同性恋特征的异常表现，并防止其蔓延”。循此论调，政府解雇了被揭发为同性恋者的公务员，对被指称为同性恋者的艺术家进行审查，此时同性恋尚为非法状态。

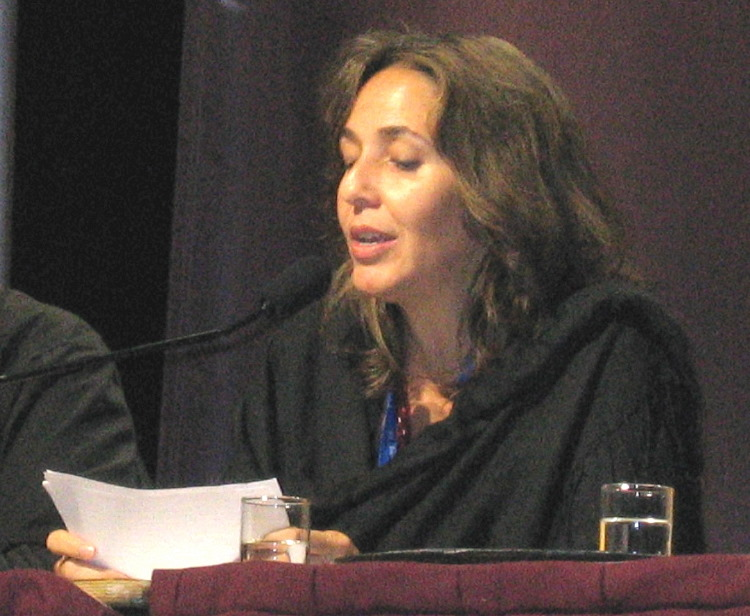
国家性教育中心主任玛丽拉·卡斯特罗，劳尔·卡斯特罗的女儿

同性恋者权益的转折始于1975年，时古巴最高人民法院裁定工作场合对同性恋者的歧视是非法的，1979年将同性性行为除罪化，次年的马列尔事件中，许多同性恋者逃至美国。直到1988年，最后一部明确反同性恋的法律才被废除；四年后，古巴青年共产主义联盟通过一项决议，谴责针对性取向的歧视，菲德尔·卡斯特罗也发表讲话，表明自己不认为同性恋是一种“堕落现象”，强调自己反对“对同性恋者的任何形式的歧视”。1993年，古巴政府首次实施了旨在反对同性恋恐惧症的公共教育计划。现行家庭法亦颁布于1975年，《格拉玛报》称其为“促进古巴家庭伦理和道德价值观发展的里程碑，打破了传统的阶级和父权制囹圄”，但由于时代所限，同性婚姻、LGBT收养等内容未能涵盖，已“不再符合古巴社会的家庭多样性”。
2007年，一项向同性伴侣开放民事结合登记的提案在全国人民政权代表大会提交，首次尝试以立法确认的形式对同性恋者进行明确的法律保护。这项提案由时任古巴国务委员会代主席劳尔·卡斯特罗的女儿、致力于争取LGBT权利的国家性教育中心主任玛丽拉·卡斯特罗牵头提交，但因遭到部分共产党员和法学家的抵制而撤回。2012年1月的一次会议上，古巴共产党通过了一项反对一切形式歧视的决议；同年，在古巴妇女联合会与古巴全国法学家联盟的支持下，玛丽拉·卡斯特罗再次尝试向全国人大提交一份类似的法案，但被推迟讨论。

### 2019年新宪法增删风波
2018年，在菲德尔·卡斯特罗逝世两年后，米格尔·迪亚斯-卡内尔领导的古巴共产党机关决定起草一部新宪法，以取代现行的1976年宪法。除了引入少量市场经济成分和坚持古巴共产党的领导外，在玛丽拉·卡斯特罗的推动下，首个经全国人民政权代表大会批准的宪法草案禁止性別、種族、族群、性取向、性別認同、殘疾的歧視，并将婚姻定义为“两个人自愿结合，不分性别”，从而将同性婚姻合法化。
然而，在2018年8月13日至11月15日的全民咨询阶段，引入同性婚姻的条款引起了部分民众的强烈抗议，尤其是天主教和福音派教会。9月，米格尔·迪亚斯-卡内尔接受南方电视台采访时表态支持同性婚姻，赞成“消除社会上的任何形式的歧视”，表示决定权将取决于民众，而古巴天主教会强烈反对同性婚姻合法化。古巴圣地亚哥大主教迪奥尼西奥·加西亚（Dionisio Garcia）公开声称，同性婚姻“违背古巴文化，违背自然”，是“意识形态殖民主义和文化帝国主义通过富裕国家游说组织影响的体现”。一份反对同性婚姻的请愿书收集了超过50万个签名，请愿书声称，若政府不撤回新宪法草案中有关同性婚姻的条款，签名者将在宪法公投中投反对票。
古巴政府担心民众反对同性婚姻的意见会影响新宪法的通过，宪法委员会最终于12月18日决定从新宪法中删除同性婚姻合法化的条款。交付公投的新宪法定稿随后由一个由33名人大代表组成的委员会评审修改，该委员会由劳尔·卡斯特罗以古巴共产党中央委员会第一书记的身份担任主席。新宪法定稿规定，全国人民政权代表大会必须在两年内就婚姻定义问题再向民众展开咨询工作，通过全民公投决定定义。新宪法在2019年2月24日举行的公投中以90.61%的支持率大比数通过，并于同年4月10日生效。

## 组织过程

### 编写与筹备

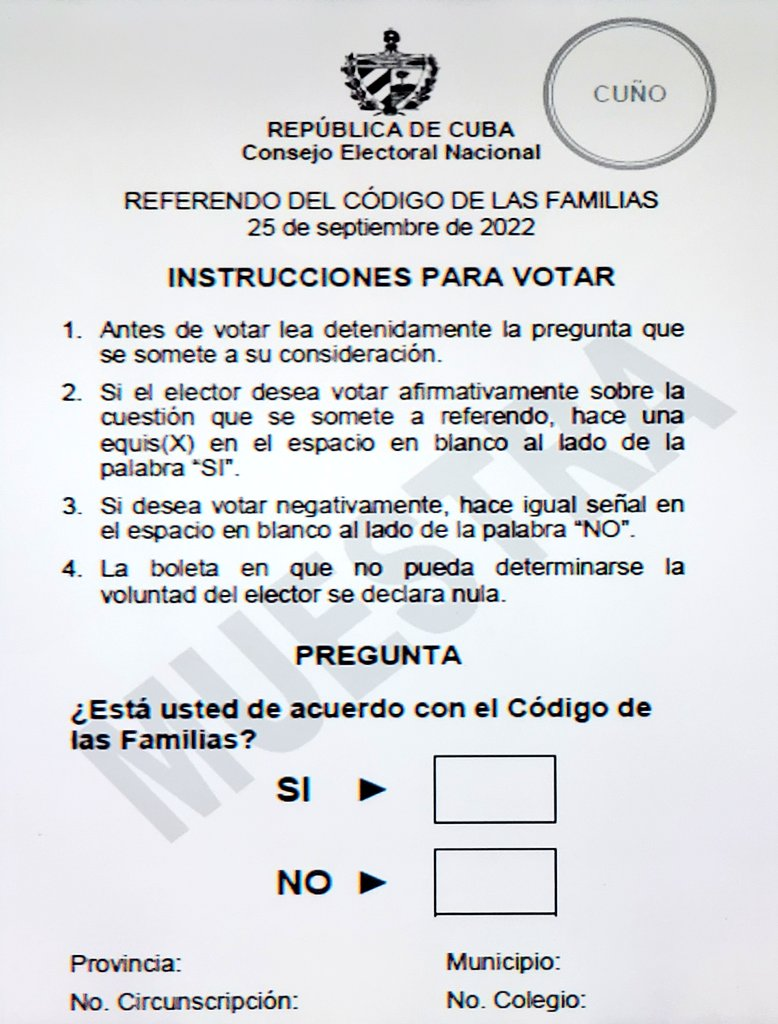
公投使用的选票（票样）

2021年3月22日，古巴国务委员会第149号决议批准组织家庭法编制委员会，经22轮修改后于同年9月15日公布新版家庭法草案，其最大的变动为将同性婚姻合法化，而婚姻在第61条中被定义为“两个人的自愿结合”。同样，父母这一称谓也不再由其性别来定义，第30条和第31条允许LGBT收养，并允许夫妇以各种形式依靠辅助生殖技术怀孕、生产。除却与同性恋有关的条款外，新版家庭法还依照《儿童权利公约》与《残疾人权利公约》加强了对青少年、老年人与残障人士的保护，保障未成年人不受排挤、暴力或缺乏父母监护，提出“渐进式成长”概念以让儿童享有更多权利；新法将亲子关系“从权力体系向责任体系过渡”，明确父母在对子女教育方面负有共同责任以及男女权利义务的严格平等。新家庭法废除十四岁以上未成年女孩在其监护人同意下可结婚的条款，只有年满18周岁的女性可以结婚。同年12月30日，负责组织公投的特别委员会成立，由外交官安东尼奥·马钦（Antonio Machín）领导。
2022年2月1日至4月30日，古巴政府就新家庭法草案进行全民咨询，以更广泛地收集意见，期间有LGBT活动人士批评政府将同性婚姻权利交付公投的行为，认为“一项基本权利不应受到全民公决”；政府回应称，国家希望努力使得同性婚姻受到大众接受，而非强行将其合法化。公投进程也正值拉丁美洲其他地区的同性婚姻合法化浪潮之际，这加剧了古巴LGBT活动团体对国内同性婚姻合法化进程慢于其他国家的挫败感。6,481,207名古巴选民参与了2月至4月举行的79,192场全民咨询，约占全体选民的76%；超过43万份提案在全民咨询阶段被提出，政府根据提案对49.15%的内容进行修改，细化有关青少年保护与反歧视的条款，增加将无偿代孕行为合法化、对未经司法授权进行代孕的医生永久取消执业资格等内容。移民或移居外国的古巴人也可通过线上途径参与全民咨询，最终有26,740人参与。6月6日，全民咨询修改后的定稿公布，并于7月22日获全国人民政权代表大会批准进行全民公投；公投日期为9月25日，以无记名投票形式进行，选民范围涵盖所有16周岁以上的古巴公民，时间为早7时至晚6时，公投的问题为“您同意家庭法吗？”（西班牙語：¿ Está usted de acuerdo con el Código de las Familias ?）；公投不设参与的法定人数下限，只要参与公投的选民中赞成票占绝对多数便可通过。7月28日，古巴全国选举委员会在新闻发布会上称，此次公投的首投族规模接近4万人，选举委员会已经确定了约21,000个投票站，并将于8月15日至30日公示选民名单。9月11日与18日，全国选举委员会分别在驻外投票站与国内投票站展开动态测试，确保公投成功举行。

### 宣传

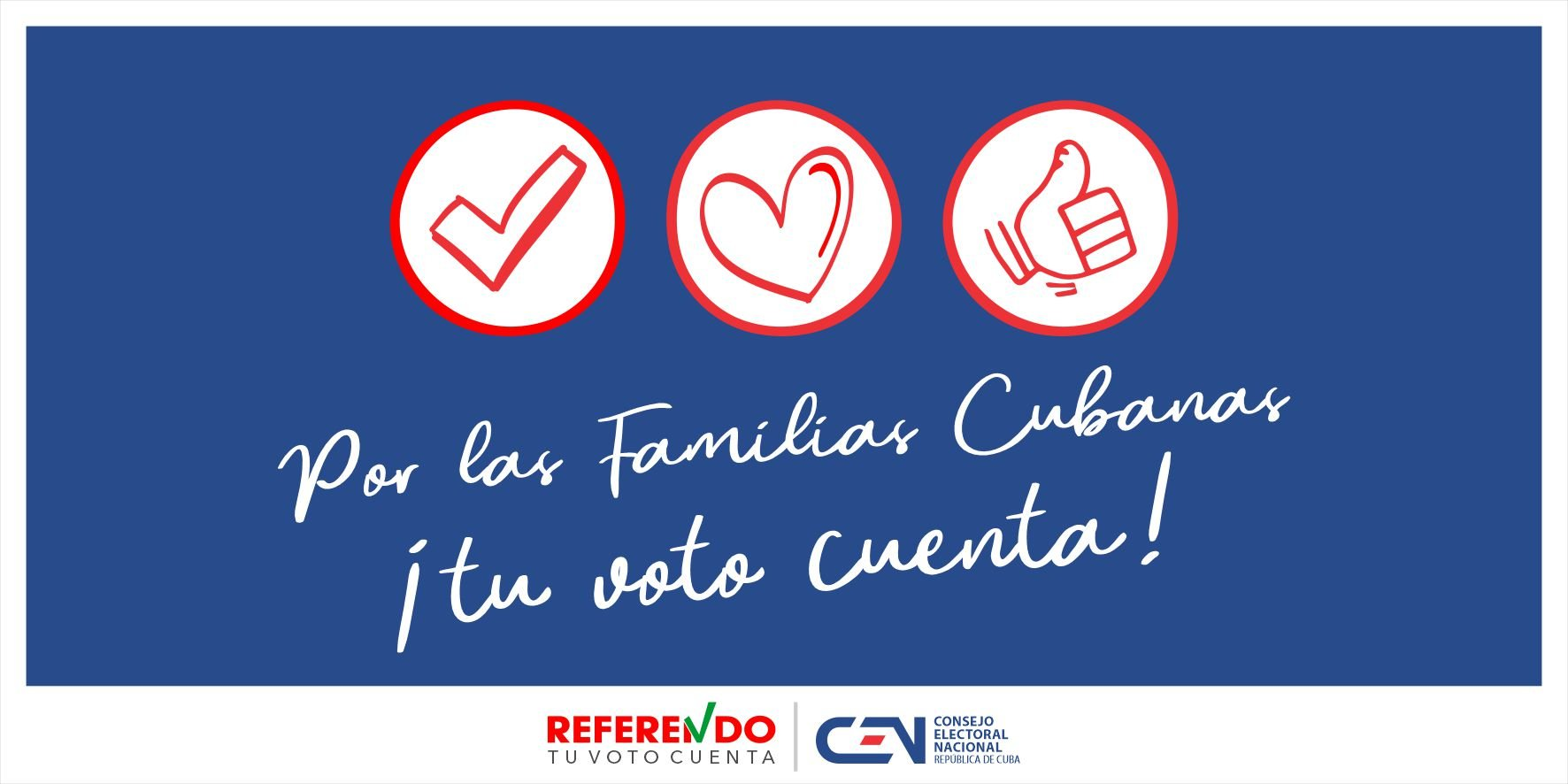
全国选举委员会公布的公投标志，以西班牙语手写体写有“为了古巴家庭，你的选票很重要！”字样

古巴党政机关积极宣传赞成新家庭法，古巴共产党中央委员会第一书记、古巴国家主席米格尔·迪亚斯-卡内尔在其推特账号上发文动员人民投赞成票，称投票赞成家庭法是“为了民主，为了古巴人的美德，为了每个女孩、男孩或青少年的幸福，及每个老年人的自主权与决策权”。各地保卫革命委员会组织集会游行，呼吁民众保持团结、赞成新家庭法。古巴视野频道从5月末至6月末制作专题节目《家庭》，邀请专家、学者讨论新家庭法。玛丽拉·卡斯特罗领导的国家性教育中心在全民咨询阶段广泛组织专业人士与LGBT活动家参与咨询，以帮助大众理解、接纳部分有争议的条款。古巴工人中央工会等团体也发表声明，号召工人投下赞成票。新家庭法也受到了民间LGBT团体的欢迎，但这些团体仍对法案能否通过心存疑虑。临近公投的9月17日，古巴共产主义青年联盟组织了一场全国性花车巡游，旨在动员青年支持新家庭法。
反对新家庭法的声音主要来自基督教会。古巴的福音派团体、教会与信徒印刷、分发新家庭法中被认为与教会价值观不符的内容，参与全民咨询表达反对意愿，并通过社交媒体宣传反对该法案，理由包括辅助生殖与代孕带来的伦理问题、古巴社会的老龄化危机、经济问题、法案与《圣经》相抵触等。2022年2月，古巴主教团在其Facebook账号上发表声明，表态赞同新家庭法的部分内容，如对家庭暴力等行为的严格惩处，但反对同性婚姻与对亲子关系的模糊处理。古巴卫理公会的一位牧师接受路透社采访时称，新家庭法若通过将“会带来对抗”，有关同性婚姻的内容“违背了世界各地多年来关于真正传统婚姻的教导”。非教会反对派人士对公投的态度不一，《哈瓦那时报》引述埃菲社称，一些支持LGBT权利的反对派主张投下赞成票，一些人士则主张借弃权或投反对票表达对古巴政治经济体制的不同意见。

### 举行
家庭法公投于2022年9月25日晨七时于古巴全国范围内进行，共设立12,635个选区、24,860处投票站，计1,428名监督员与27,847名志愿者参与公投组织。稍早前的9月18日，近22,000名海外选民前往设立于123个国家和地区的古巴驻外机构投票。米格尔·迪亚斯-卡内尔夫妇与劳尔·卡斯特罗等现任及前任党和国家领导人参与公投；米格尔·迪亚斯-卡内尔称，他期待“大多数人会投赞成票”。下午五时，全国选举委员会初步核算称，投票率达到68.91%。由于飓风伊恩吹袭古巴致使部分民众投票受阻，全国选举委员会临时决定延长哈瓦那市等八个省级行政区与马坦萨斯市等28个市县或区的投票时间至晚7时。路透社称，公投没有独立的观察机构参与监督，但选举委员会允许公民在其所属选区投票过程中或结束后监票，社交媒体上各地群众上传的零散监票结果与官方结果大体相似。

## 民意调查
| 机构                              | 日期                   | 样本数 （提案数） | 赞成                              | 反对                   | 未表态  | 领先 |       |   |   |   |
| --------------------------------- | ---------------------- | ----------------- | --------------------------------- | ---------------------- | ------- | ---- | ----- | - | - | - |
| 机构                              | 日期                   | 样本数 （提案数） | Granma/PCC （页面存档备份，存于） | 2022年2月1日 - 4月30日 | 434,860 | 领先 | 61.96 | – | – | – |
| Granma/PCC （页面存档备份，存于） | 2022年2月1日 - 3月20日 | 约225,000         | 54                                | –                      | –       | –    |       |   |   |   |
| 家庭法草案公布                    |                        |                   |                                   |                        |         |      |       |   |   |   |
| Apretaste （页面存档备份，存于）  | 2019年7月              | 390               | 63.1                              | 36.9                   | –       | 26.2 |       |   |   |   |

## 结果
| 選項                                        | 票數      | %             |
| ------------------------------------------- | --------- | ------------- |
| (＋)贊成                                    | 3,950,288 | 66.85%        |
| (－)反对                                    | 1,959,097 | 33.15%        |
| 无效                                        | 360,042   | 占總票數5.74% |
| 總數                                        | 6,269,427 | 100           |
| 已登記選民／投票率                          | 8,457,978 | 74.12%        |
| 資料來源：Granma/CEN （页面存档备份，存于） |           |               |

### 按省级行政单位
| 省级行政区                                  | 支持      | 支持   | 反对      | 反对   |
| 省级行政区                                  | 票数      | %      | 票数      | %      |
| ------------------------------------------- | --------- | ------ | --------- | ------ |
| 阿尔特米萨省                                | 181,015   | 69.36% | 79,948    | 30.64% |
| 卡马圭省                                    | 271,382   | 66.03% | 139,611   | 33.97% |
| 谢戈德阿维拉省                              | 176,449   | 71.60% | 69,974    | 28.40% |
| 西恩富戈斯省                                | 152,833   | 72.15% | 58,986    | 27.85% |
| 格拉玛省                                    | 323,070   | 70.07% | 137,999   | 29.93% |
| 关塔那摩省                                  | 152,418   | 56.21% | 118,720   | 43.79% |
| 奥尔金省                                    | 289,271   | 53.58% | 250,580   | 46.42% |
| 青年岛特区                                  | 32,401    | 71.29% | 13,047    | 28.71% |
| 哈瓦那市                                    | 709,920   | 69.99% | 304,372   | 30.01% |
| 拉斯图纳斯省                                | 180,937   | 64.15% | 101,104   | 35.85% |
| 马坦萨斯省                                  | 255,315   | 70.05% | 109,182   | 29.95% |
| 玛雅贝克省                                  | 116,638   | 62.18% | 70,933    | 37.82% |
| 海外选民                                    | 20,503    | 84.77% | 3,683     | 15.23% |
| 比那尔德里奥省                              | 231,349   | 70.60% | 96,355    | 29.40% |
| 圣斯皮里图斯省                              | 184,078   | 68.54% | 84,478    | 31.46% |
| 圣地亚哥省                                  | 392,099   | 68.66% | 178,963   | 31.34% |
| 比亚克拉拉省                                | 280,610   | 66.53% | 141,162   | 33.47% |
| 总有效票数                                  | 3,950,288 | 66.85% | 1,950,597 | 33.15% |
| 资料来源：Granma/CEN （页面存档备份，存于） |           |        |           |        |

## 后续
9月26日上午八时，全国选举委员会在古巴电视台报告除36个选区外的国内外开票结果，在8,447,467名选民中，6,251,786人行使了投票权，参与比例为74.01%；统计有效选票5,892,705张，占总选票94.25%，包括3,936,790张赞成票（占有效票数的66.87%）与1,950,090张反对票（占有效票数的33.13%），宣告公投通过。同日，古共中央第一书记、国家主席米格尔·迪亚斯-卡内尔与全国人民政权代表大会主席埃斯特万·拉索·埃尔南德斯在哈瓦那革命宫举行签字仪式，确认《家庭法》获得通过；《家庭法》于次日刊载古巴政府特别公报，并即时施行。此次公投约25%的弃权率是古巴革命后三次公投中最高的，在1976年与2019年宪法公投中，官方公布的投票率分别为98%与84.4%。埃菲社引述专家称，这与古巴面临的经济危机与部分群众对政治形势的不满有关，米格尔·迪亚斯-卡内尔在讲话中亦承认部分群众出于“粮食短缺、停电”等无关议题而投下反对票。尽管如此，皮尤研究中心的数据仍指出，古巴此次公民投票是迄今为止全世界涉及LGBT权益的公投中支持率、参与率最高的。